# Патрони-Гриффи, Филиппо
Филиппо Патрони-Гриффи (итал. Filippo Patroni Griffi; род. 27 августа 1955, Неаполь) — итальянский юрист и политик, министр государственной службы (2011—2013), секретарь аппарата Совета министров Италии (2013—2014). Судья Конституционного суда Италии (с 2021).

## Биография
Родился 27 августа 1955 года в Неаполе. Окончил Лицей Умберто I.
В 1977 году окончил с отличием Неаполитанский университет, защитив дипломную работу по административному праву.
Работал в суде. С 1979 года являлся младшим судьёй. С 1984 года являлся секретарём регионального административного суда. С 1985 года являлся прокурором.
Возглавлял секцию Государственного совета Италии. Возглавлял управления законодательства при нескольких министрах государственной службы. Руководил канцелярией министра институциональных реформ Джулиано Амато в правительстве Д’Алемы и Ренато Брунетты в четвёртом правительстве Берлускони.
29 ноября 2011 года назначен министром без портфеля по вопросам государственной службы и упрощения нормативной базы в правительстве Монти.
28 апреля 2013 года занял должность секретаря аппарата правительства Летта, полномочия которого прекратились 22 февраля 2014 года.
14 сентября 2018 года Совет президиума административной юстиции одобрил кандидатуру Патрони-Гриффи на должность председателя Государственного совета Италии. 24 сентября 2018 года Совет министров Италии принял решение о его назначении.
25 сентября 2018 года возглавил Государственный совет Италии.
Судья Конституционного суда Италии (с 15 декабря 2021).
Являлся членом комитета по подготовке Административно-процессуального кодекса Италии.
Участвовал в форумах судей Верховных судов и членов Государственного совета стран-членов ЕС и ОБСЕ.
С сентября 2018 года являлся вице-президентом, затем президентом Европейской Ассоциации членов Государственного Совета и членов Высшего административного совета («ACA-Europe»).
Является членом учёного совета нескольких юридических журналов. 
Автор публикаций по вопросам организации государственного управления, административной юстиции.
Являлся президентом Неаполитанского театра.
Являлся вице-президентом Ассоциации развития промышленности Южной Италии.

## Награды
Патрони-Гриффи имеет государственные награды Италии:
- Великий офицер ордена «За заслуги перед Итальянской Республикой» (2 июня 2005 года, награждён по инициативе аппарата правительства Италии)
- Кавалер Большого Креста ордена «За заслуги перед Итальянской Республикой» (15 ноября 2013 года, награждён по инициативе президента Италии)
- «Sele d’Oro Mezzogiorno» (2013)
- Премия Сандулли (2019)
- Премия Гвидо Дорсо[итал.] (2020)